# Mount Torbert (Alaska)
Der Mount Torbert ist mit 3479 m der höchste Berg der Tordrillo Mountains in Alaska.
Der Berg liegt nordöstlich des Lake-Clark-Nationalparks und etwa 100 km westlich von Anchorage. Er ist ganzjährig von Schnee bedeckt und nährt mehrere Gletscher, wovon drei in den Beluga Lake am Fuß der Ostflanke münden. Obwohl sich der Mount Torbert in unmittelbarer Nähe zu Vulkanen wie dem Mount Spurr befindet, ist er selbst nicht vulkanisch.